# Rondeletia (animal)
El pez ballena es el género Rondeletia, el único de la familia Rondeletiidae, peces marinos del orden cetomimiformes distribuidos por todos los océanos del planeta.

## Anatomía
Las dos especies de esta familia son muy similares con una longitud máxima de unos 11 cm, no tienen espinas en las aletas pero tienen una que permite diferenciarlas, R. bicolor posee una espina por encima del ojo apuntando hacia adelante que R. loricata no tiene.

## Hábitat y biología
Son peces batipelágicos que durante el día habitan las aguas abisales profundas de hasta 3.500 metros, haciendo migraciones verticales en las que, durante la noche, ascienden a unos 100 m. Se alimentan fundamentalmente de anfípodos y crustáceos.

## Especies
Existen solo 2 especies válidas en este género:
- Rondeletia bicolor (Goode y Bean, 1895): en la costa atlántica de América.[2]
- Rondeletia loricata (Abe y Hotta, 1963): el pez ballena común, cosmopolita.[3]